# Formicarium

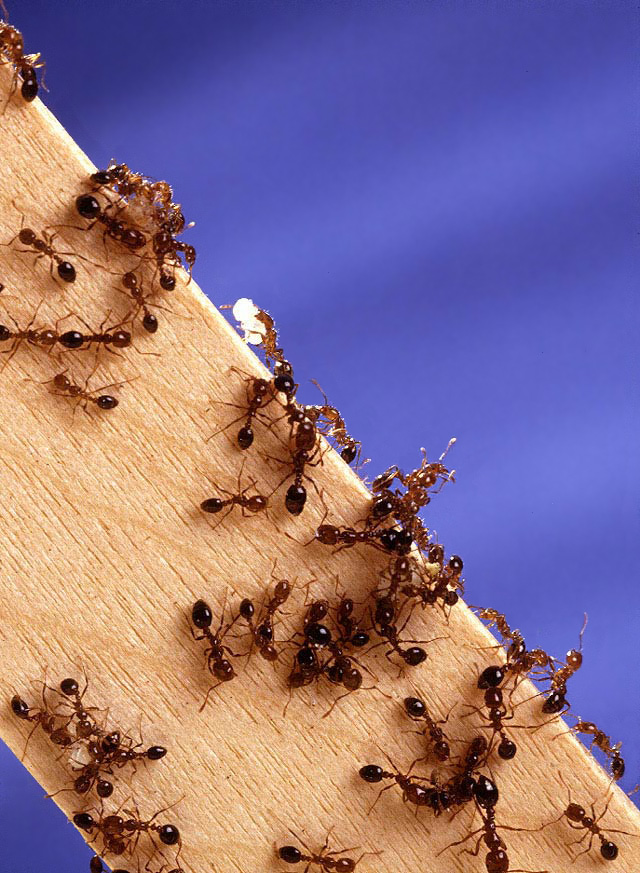
Mieren buiten het nest.

Een formicarium of mierenboerderij is een type terrarium waarin mieren gehouden worden.
Het is in feite een kunstmatig mierennest, dus in de praktijk meestal een glazen leefomgeving waarin een volledige mierenkolonie onderhouden wordt. Het kan op verschillende wijzen gebouwd worden, afhankelijk van de mierensoort. Zo zijn er gipsen nesten, cellenbetonnen nesten of glazen nesten. Deze laatste zijn het minst handig omdat de mieren de neiging hebben de wanden met zandkorrels te bekleden, waardoor men het nest niet meer kan zien. Uit voorzorg hiertegen wordt het nest doorgaans verduisterd.
De naam formicarium is afkomstig van het geslacht Formica, waartoe ook de meeste Nederlandse en Belgische mieren behoren.

## De kolonie
Een mierenkolonie begint meestal met een koningin. Dit is de enige vruchtbare mier, de moeder van alle onvruchtbare werksters.
Een koningin kan men met wat zoekwerk gemakkelijk zelf vinden. In tegenstelling tot de werksters heeft een mierenkoningin namelijk vleugels gehad. Ze heeft die afgescheurd na de bruidsvlucht, maar ze bezit nog steeds de vergrote thorax waar de vleugelspieren in zitten. Men kan de koningin herkennen aan de vergrote thorax, die naar boven toe door een horizontale plaat begrensd is. Ook de mannetjes, die enkel dienen om de koninginnen te bevruchten, hebben vleugels, maar zijn kleiner. Sommige soorten, zoals de rode bosmier (Formica rufa) zijn in Nederland wettelijk beschermd.
In de Verenigde Staten krijgt men na aankoop van een mierenboerderij een pakje levende mieren toegestuurd met de post. Deze werksters hebben echter geen taken te vervullen aangezien er geen broed wordt meegezonden. Ze zullen niets anders doen dan wachten op hun dood. Wilde men een mierenboerderij in Nederland of België, dan moest men eerst de mieren zelf vangen en moest men zelf een boerderij maken. Tegenwoordig zijn er boerderijen te koop in deze landen. Een van de eerste was een mierenboerderij van het bedrijf Antworks met een doorzichtige blauwe vloeistof die dik genoeg is voor de mieren om in te graven, deze blauwe vloeistof is meteen het eten en drinken van de mieren.
Men kan zelf koninginnen van Lasius niger vangen na de bruidsvlucht, die plaatsvindt op warme zwoele dagen van juni tot midden augustus.

## Vorm
Voor een formicarium kan men alle recipiënten gebruiken die het observeren van het gedrag van de mieren toelaten. Wetenschappers gebruiken formicaria waarvan ze elke kamer afzonderlijk kunnen openen om een specifieke mier te markeren of te verwijderen. Als doorzichtige laag gebruikt men meestal glas, soms ook plexiglas. Het formicarium zelf kan gebouwd worden uit vele materialen, zoals gips, hout, cellenbeton of glas. Het voordeel van voorgevormde formicaria is dat men de hoogte van de kamers zelf kan bepalen, zodat te allen tijde de kolonie zeer goed geobserveerd kan worden. Een heel eenvoudig formicarium bestaat uit twee doorzichtige platen in een houder. Plexiglas krast makkelijk en zeker wanneer zandgrond wordt gebruikt, wordt het zicht snel minder. De platen bevinden zich relatief dicht bij elkaar (1 tot 5 cm) zodat de 'ondergrondse' gangen en kamers van de mierenkolonie goed zichtbaar zijn.
Het nadeel van deze opstelling is dat mieren zelf de glazen wanden kunnen volplakken met zand als ze geïrriteerd worden door de observatie. Men kan vaak de koninginnekamer, eierkamer en popkamers onderscheiden. Mieren houden niet van licht; indien men wil dat de gangen zich langs de doorzichtige wanden bevinden, moeten de wanden daarom afgedekt worden. Indien men werkt met voorgevormde formicaria moet men erop letten dat alle behoeften (voeding, vocht en ruimte) van de mieren bevredigd zijn. Zo niet zullen ze proberen te ontsnappen en kunnen ze in het nestmateriaal beginnen te graven. Voor soorten met sterke kaken dient men stoffen te gebruiken die de mieren niet weg kunnen knagen, zoals metaal, hard plastic of glas, om alle openingen te dichten.

## Soorten

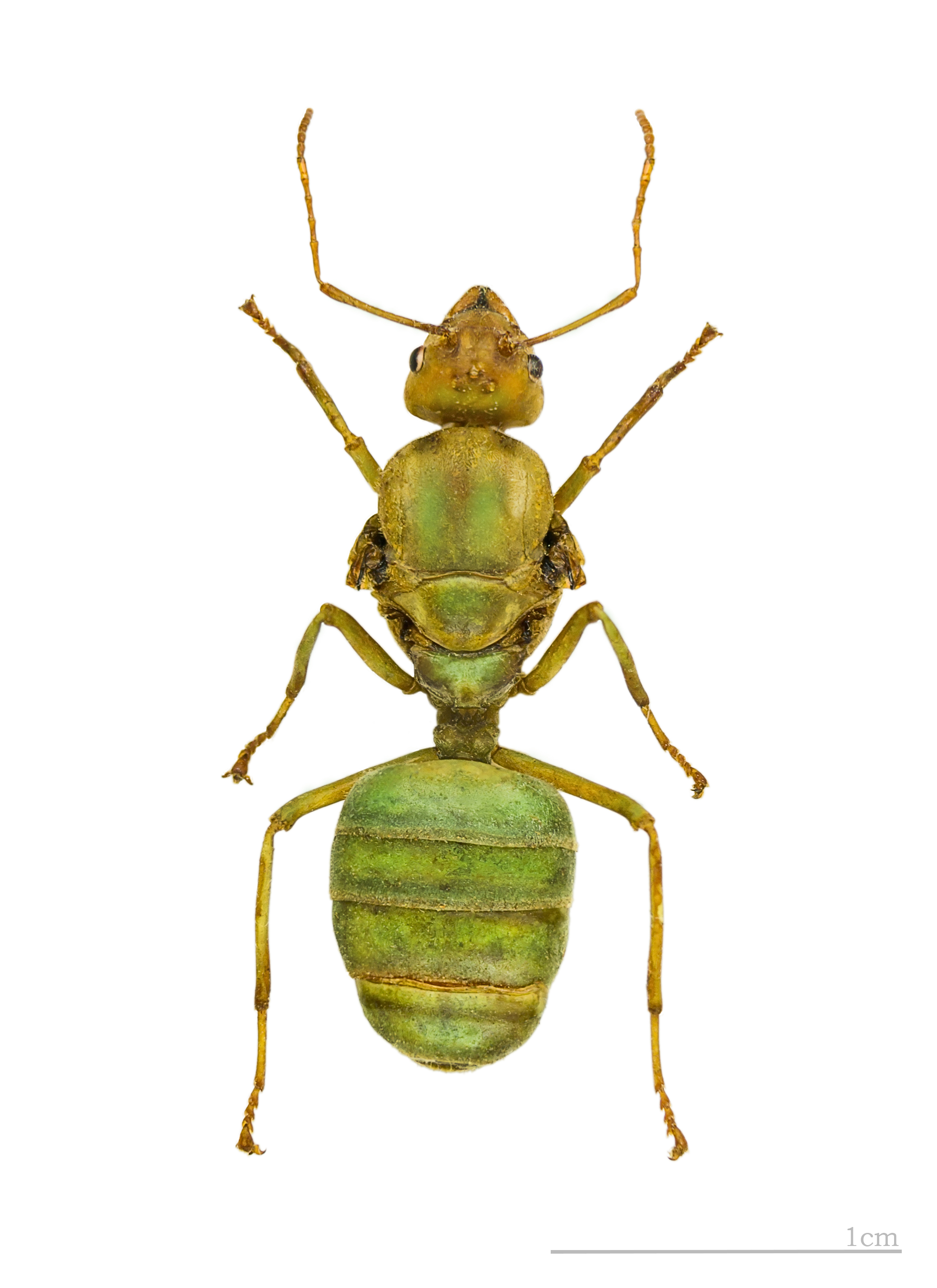
Oecophylla smaragdina koningin

De prijs van een mier of mierenkolonie wordt bepaald door vraag en aanbod. Elke zomer kan men zelf zoveel mierenkoninginnen vangen als gewenst, in de periode van de bruidsvluchten waarin vele koninginnen tevoorschijn komen. Mierenkolonies zijn heel verschillend geprijsd per soort. De koningin van Europese soorten zoals de zwartbruine wegmier (Lasius niger) kost € 4,95, met kleine kolonie erbij is dat € 9,99. Een Europese kolonie Cataglyphis rosenhaueri kost al € 69,00. Exotische soorten die voornamelijk uit Zuid-Amerika komen zijn een stuk prijziger, een kolonie Meranoplus bicolor kost € 109,00 en een enkele koningin Paraponera clavata kost € 498,80. De kosten per soort zijn afhankelijk van hoe zeldzaam de soort is en waar deze vandaan komt, om de mieren te kweken zijn er koninginnen nodig die speciaal uit het nest gezocht moeten worden op de plek waar de nesten voorkomen. Dus voor een koningin Paraponera clavata wordt er speciaal naar Zuid-Amerika gereisd. Het kopen van een koningin biedt geen enkele garantie of deze koningin in staat zal zijn om zelf een kolonie te stichten. Koninginnen die niet gepaard hebben bijvoorbeeld zullen enkel onbevruchte eitjes kunnen leggen. Ze zullen de larven opeten en niet in staat zijn om een kolonie te stichten.

## Gevaren verbonden aan het verhandelen van mieren

### Algemeen
Sinds enige tijd is er in een aantal Europese landen en in de V.S. een groeiende interesse voor het houden van mieren als huisdieren. Het houden van mieren vereist een zekere expertise, zeker als het gaat om exotische soorten. Tropische soorten worden soms groter, kunnen venijnig bijten of steken en sommige soorten zijn giftig. Bovendien houdt het verhandelen en transporteren van mieren grote risico's in.
In de Verenigde Staten is sinds enige tijd een verbod op de handel in koninginnen, in Europa ontbreken verbodsbepalingen vooralsnog. Internetbedrijfjes waar mierenliefhebbers levende kolonies, kunstnesten en accessoires kunnen bestellen hebben de vrije hand. Omdat deze bedrijven mierensoorten van over de hele wereld aanbieden is er reden tot bezorgdheid. De mieren worden voornamelijk door particulieren gehouden als 'huisdier'. Internetbedrijfjes bieden een ruime keuze aan kunstnesten, accessoires en levende mieren van Europese origine, maar ook uitheemse soorten aan uit bijvoorbeeld Zuid-Amerika, Indonesië en Australië. Er zijn grote risico's aan de handel in mieren, ontsnapte mieren kunnen een plaag worden, zelfs een invasieve soort, een exoot die zo succesvol is dat andere soorten worden verdrongen. Ook kunnen ze ziektes overdragen op inheemse soorten, lokale mierensoorten verdringen en vervangen, zelfs intraspecifieke bastaardering kan optreden, zie ook verder
Biologen zijn van mening dat er een verbod op de handel van ten minste een aantal soorten zou moeten komen, om de risico's te verkleinen. In uitzonderlijke gevallen kunnen vergunningen worden uitgereikt, indien kan worden aangetoond dat de mieren kunnen worden gehouden zonder ontsnappingsmogelijkheid. Informatie over de grootte van deze handel kan verkregen worden via een aantal internetforums (zie externe links onderaan) en van berichten daar waarin melding wordt gemaakt van grote ontsnappingen. Uit de berichten kan men ook duidelijk opmaken dat de soorten in kwestie meestal niet eens geïdentificeerd zijn, verkocht worden onder een foutieve soortnaam of enkel met de genusnaam, bijvoorbeeld Pheidole sp.. In dit laatste geval moet men weten dat het hier een genus betreft met meer dan 900 verschillende soorten wereldwijd, waarvan een aantal soorten bekendstaan als belangrijke plagen.
Mieren worden niet enkel verspreid door deze gespecialiseerde bedrijven, maar voornamelijk onbedoeld via de gewone handel (van planten, fruit of hout) of door toeristen die ze meenemen naar huis. Er gaan stemmen op om via wet- en regelgeving de handel in met name mogelijk invasieve soorten of soorten waarvan bekend is dat ze gevaarlijke parasieten bij zich kunnen dragen, aan banden te leggen. De bestrijding van plaagdieren is vaak moeilijk of zelfs onmogelijk zonder ook inheemse soorten te schaden.

### Risico’s op faunavervalsing
Zoals met alle opzettelijke of toevallige introductie van vreemde organismen in een ecosysteem, kunnen exotische mierensoorten in enkele gevallen een levensvatbare populatie vestigen en zodoende de lokale fauna vervalsen (vervangen).
Zelfs reeds bekende invasieve soorten kunnen worden geïntroduceerd in landen waar ze nog niet voorkwamen omdat de verkopers als leken niet het onderscheid kunnen maken tussen risicovolle en (misschien) onschadelijke verwanten. Mieren in het bijzonder vormen een groter gevaar voor lokale fauna’s dan andere exotische organismen: het zijn in het algemeen zeer dominante leden van ecosystemen op de bodem. Wanneer ze worden uitgezet, zijn het meestal niet maar een paar exemplaren, die al sterven vóór ze zich kunnen voortplanten (zoals de grote aantallen spinnen, miljoenpoten, schorpioenen en bidsprinkhanen die elk jaar worden gedumpt).
Een volledige mierenkolonie, ontsnapt of uitgezet als de eigenaar haar beu is, vindt veel gemakkelijker een geschikte schuilplaats, vestigt zich veel sneller en zal zich, als de ecologische voorwaarden voldoen, veel gemakkelijker voortplanten. Potentiële inteelt binnen de nakomelingen van één koningin is voor veel mieren niet echt een probleem, in tegenstelling tot wat men vroeger dacht. De meeste (potentieel) invasieve soorten zijn ook nog eens polygyn; ze hebben meerdere vruchtbare koninginnen binnen een kolonie. Mierenliefhebbers verkiezen polygyne kolonies omdat wordt geloofd dat ze langer kunnen overleven in gevangenschap. Er wordt ook veel gezocht naar 'spectaculaire' soorten, zoals de Australische “buldog” mieren (Myrmecia spp.), bladsnijders (Atta sp. en Acromyrmex sp.) en weefmieren (Oecophylla sp.). Deze soorten worden ook allemaal te koop aangeboden in Duitsland en andere Europese landen.

### Risico op het ontwikkelen van bijkomende plaag- en/of invasieve soorten
Duitsland wordt tegenwoordig geteisterd door een dozijn geïntroduceerde mierensoorten. De meeste vindt men in constant verwarmde gebouwen, serres, botanische tuinen en dierentuinen. Enkelen dringen binnen in gewone huizen, ziekenhuizen of restaurants. Onder hen de bekende faraomier, maar ook enkele Pheidole-soorten. Soorten die overleven in de open lucht zijn de Argentijnse mier (Linepithema humile) en Lasius neglectus. Beide hebben de eigenschap talloze inheemse mierensoorten te verdringen. De meeste plaagsoorten zijn ontstaan uit wijdverspreide cultuurvolgers die over de hele wereld zijn verspreid via de handel, zoals bijvoorbeeld ook ratten en muizen. Mierenliefhebbers en –verkopers vragen steeds meer onbekende, dus interessante soorten. Mierenverzamelaars en -verkopers zullen dus trachten steeds meer soorten mee te brengen uit de natuur, die anders misschien nooit door mensen zouden worden verspreid. Onder de talloze Pheidole-soorten, die zo populair zijn vanwege hun soldaten met grote koppen, zijn verschillende soorten die een potentieel gevaar vormen een plaaginsect te worden.
Omdat zowel verkopers als liefhebbers leken zijn, zijn ze niet in staat een correcte identificatie uit te voeren van de soorten die worden verkocht. Veel worden verkocht onder een verkeerde (zelfs niet-bestaande) naam of worden enkel geïdentificeerd tot op het genus (Pheidole, Messor en andere). De taxonomie van mieren is zeer moeilijk, zelfs voor de professionele myrmecoloog en verschillende geslachten (genera) zijn nog niet volledig gedefinieerd en vastgelegd. Het is dus absoluut onmogelijk, zowel voor verkopers als klanten, om vast te stellen of een aangeboden of gekochte soort een huidige of toekomstige plaag vormt of kan vormen.

### Het risico van mierenparasieten die overspringen op inheemse soorten
Alle dieren dragen parasieten met zich mee die, als ze worden vrijgezet in een vreemde omgeving, kunnen overspringen op inheemse soorten en ze zodoende bedreigen, zelfs indien de oorspronkelijke gastheer niet kon overleven in de nieuwe omgeving. Dit kunnen mijten, nematoden, protozoa, schimmels en bacteriën zijn. Van sommige mierensoorten is bekend dat ze tussengastheer zijn van lintwormen. In Zuid-Frankrijk is bekend dat een Tetramoriumsoort tussengastheer is voor een lintworm die gedomesticeerde hoenderen infecteert.
Tot nu toe is er zeer weinig bekend over de parasietenfauna van mieren, maar er is onderzoek verricht naar lintwormen, schimmels en naar Gregaria in mieren. Er zijn redenen om te aan te nemen dat er nog meer mierensoorten bestaan die een of andere potentieel gevaarlijke parasiet met zich meedragen. Een Gregerinasoort, gevonden in Noord-Amerikaanse Leptothorax-mieren in Montana was in staat Europese Leptothorax-soorten te besmetten in laboratoriumexperimenten, zelfs faraomieren. De infectie was niet sterk genoeg om gebruikt te kunnen worden in de biologische bestrijding van deze mierensoort.
Hoewel er tot nu toe nog geen melding is gemaakt van zulk een overdracht van parasieten tussen geïntroduceerde en inheemse mierensoorten, blijft het een reële mogelijkheid.

### Intraspecifieke faunavervalsing
Met intraspecifieke faunavervalsing (vervanging van variaties binnen een soort) wordt de introductie bedoeld van leden van een bepaalde soort in een verder afgelegen populatie van dezelfde soort. In Europa zijn er talloze soorten met een grote verspreiding, van mediterrane tot subarctische habitats. Wij mogen aannemen dat de lokale populatie meestal wel speciale adaptaties hebben ontwikkeld aan de lokale omstandigheden. Als ze nu worden overgeplaatst naar een verafgelegen gebied zullen ze ofwel verdwijnen (als ze de lokale omstandigheden niet kunnen verdragen) of zich vermengen (hybridiseren) met de aanwezige populatie. Dit kan leiden tot een verzwakking van de adaptieve capaciteiten van die lokale populatie.
Een ander probleem in deze context is dat uitgebreide studies naar biogeografie en fylogeografie op het spel worden gezet. Een uitgebreid bestudeerde vraag in Europa is of een bepaalde soort is gearriveerd vanuit mediterrane territoria, na de ijstijd, naar het noorden van de Alpen via de oostelijke of de westelijke route. Met moderne DNA-technieken is het mogelijk om deze routes te reconstrueren, maar als een soort uit Zuid-Frankrijk ontsnapt in oostelijk Oostenrijk en daar een populatie uitbouwt, kan dat een heleboel onderzoekswerk onbruikbaar maken.